# Ed Sheeran/Diskografie
Diese Diskografie ist eine Übersicht über die musikalischen Werke des britischen Sängers Ed Sheeran und seiner Pseudonyme wie Angelo Mysterioso. Den Quellenangaben und Schallplattenauszeichnungen zufolge hat er bisher mehr als 413,8 Millionen Tonträger verkauft, davon alleine in seiner Heimat über 116,1 Millionen. Seine erfolgreichste Veröffentlichung ist die Single Shape of You mit über 41,5 Millionen verkauften Einheiten.
In Deutschland erreichten mit I See Fire (Single), Photograph (Single), Love Yourself (Autorenbeteiligung), Shape of You (Single), Galway Girl (Single), Perfect (Single) und Bad Habits (Single) sieben Lieder den Status eines Millionsellers. Sheeran ist damit mit sieben geschriebenen Titeln der Autor mit den meisten Millionensellern in Deutschland sowie mit sechs Interpretationen, zusammen mit Freddy Quinn, der Interpret mit den meisten Millionensellern des Landes. Seine erfolgreichste Single Shape of You wurde mit Sechsfach-Platin für über 2,4 Millionen verkaufte Einheiten ausgezeichnet, damit zählt das Stück zu den meistverkauften Singles in Deutschland. Darüber hinaus avancierte auch sein drittes Studioalbum ÷ zum Millionenseller, womit es zu den meistverkauften Alben der 2010er-Jahre zählt. Insgesamt verkaufte er alleine in Deutschland bis heute über 20,5 Millionen Tonträger, mehr als jeder andere Musiker in Deutschland.

## Alben

### Studioalben
| Jahr | Titel Musiklabel                                    | Höchstplatzierung, Gesamtwochen, AuszeichnungChartplatzierungen (Jahr, Titel, Musiklabel, Platzierungen, Wochen, Auszeichnungen, Anmerkungen) | Höchstplatzierung, Gesamtwochen, AuszeichnungChartplatzierungen (Jahr, Titel, Musiklabel, Platzierungen, Wochen, Auszeichnungen, Anmerkungen) | Höchstplatzierung, Gesamtwochen, AuszeichnungChartplatzierungen (Jahr, Titel, Musiklabel, Platzierungen, Wochen, Auszeichnungen, Anmerkungen) | Höchstplatzierung, Gesamtwochen, AuszeichnungChartplatzierungen (Jahr, Titel, Musiklabel, Platzierungen, Wochen, Auszeichnungen, Anmerkungen) | Höchstplatzierung, Gesamtwochen, AuszeichnungChartplatzierungen (Jahr, Titel, Musiklabel, Platzierungen, Wochen, Auszeichnungen, Anmerkungen) | Anmerkungen                                                   |
| Jahr | Titel Musiklabel                                    | DE | AT | CH | UK | US | Anmerkungen                                                   |
| ---- | --------------------------------------------------- | --- | --- | --- | --- | --- | ------------------------------------------------------------- |
| 2011 | + Atlantic Records (WMG)                            | DE12 ×3Dreifachgold · (34 Wo.)DE | AT21 Platin · (16 Wo.)AT | CH2 Gold · (74 Wo.)CH | UK1 ×9Neunfachplatin · (444 Wo.)UK | US5 ×3Dreifachplatin · (243 Wo.)US | Erstveröffentlichung: 9. September 2011 Verkäufe: + 7.425.000 |
| 2014 | × Atlantic Records (WMG)                            | DE1 ×4Vierfachplatin · (203 Wo.)DE | AT2 ×3Dreifachplatin · (140 Wo.)AT | CH1 ×2Doppelplatin · (216 Wo.)CH | UK1 ×1313-fach-Platin · (442 Wo.)UK | US1 ×6Sechsfachplatin · (314 Wo.)US | Erstveröffentlichung: 20. Juni 2014 Verkäufe: + 13.877.000    |
| 2017 | ÷ Atlantic Records (WMG)                            | DE1 ×5Fünffachplatin · (… Wo.)DE | AT1 ×7Siebenfachplatin · (386 Wo.)AT | CH1 ×2Doppelplatin · (… Wo.)CH | UK1 ×1414-fach-Platin · (… Wo.)UK | US1 ×5Fünffachplatin · (375 Wo.)US | Erstveröffentlichung: 3. März 2017 Verkäufe: + 15.471.000     |
| 2019 | No. 6 Collaborations Project Atlantic Records (WMG) | DE2 Platin · (46 Wo.)DE | AT1 Platin · (49 Wo.)AT | CH1 (48 Wo.)CH | UK1 ×3Dreifachplatin · (159 Wo.)UK | US1 Platin · (73 Wo.)US | Erstveröffentlichung: 12. Juli 2019 Verkäufe: + 3.004.000     |
| 2021 | = Atlantic Records (WMG)                            | DE1 Platin · (66 Wo.)DE | AT1 Platin · (74 Wo.)AT | CH1 Platin · (72 Wo.)CH | UK1 ×4Vierfachplatin · (154 Wo.)UK | US1 Platin · (119 Wo.)US | Erstveröffentlichung: 29. Oktober 2021 Verkäufe: + 3.512.500  |
| 2023 | − Atlantic Records (WMG)                            | DE1 (17 Wo.)DE | AT1 (12 Wo.)AT | CH1 (14 Wo.)CH | UK1 Gold · (19 Wo.)UK | US2 (15 Wo.)US | Erstveröffentlichung: 5. Mai 2023 Verkäufe: + 215.000         |
| 2023 | Autumn Variations Gingerbread Man (WMG)             | DE1 (6 Wo.)DE | AT1 (5 Wo.)AT | CH2 (5 Wo.)CH | UK1 Silber · (8 Wo.)UK | US4 (2 Wo.)US | Erstveröffentlichung: 29. September 2023 Verkäufe: + 60.000   |

### Livealben
| Jahr | Titel Musiklabel                                    | Höchstplatzierung, Gesamtwochen, AuszeichnungChartplatzierungen (Jahr, Titel, Musiklabel, Platzierungen, Wochen, Auszeichnungen, Anmerkungen) | Höchstplatzierung, Gesamtwochen, AuszeichnungChartplatzierungen (Jahr, Titel, Musiklabel, Platzierungen, Wochen, Auszeichnungen, Anmerkungen) | Höchstplatzierung, Gesamtwochen, AuszeichnungChartplatzierungen (Jahr, Titel, Musiklabel, Platzierungen, Wochen, Auszeichnungen, Anmerkungen) | Höchstplatzierung, Gesamtwochen, AuszeichnungChartplatzierungen (Jahr, Titel, Musiklabel, Platzierungen, Wochen, Auszeichnungen, Anmerkungen) | Höchstplatzierung, Gesamtwochen, AuszeichnungChartplatzierungen (Jahr, Titel, Musiklabel, Platzierungen, Wochen, Auszeichnungen, Anmerkungen) | Anmerkungen                                                             |
| Jahr | Titel Musiklabel                                    | DE | AT | CH | UK | US | Anmerkungen                                                             |
| ---- | --------------------------------------------------- | --- | --- | --- | --- | --- | ----------------------------------------------------------------------- |
| 2024 | +−=÷× (Tour Collection: Live) Gingerbread Man (WMG) | DE*DE | AT*AT | CH37 (1 Wo.)CH | — | — | Erstveröffentlichung: 27. Dezember 2024 * siehe +−=÷× (Tour Collection) |

### Kompilationen
| Jahr | Titel Musiklabel                              | Höchstplatzierung, Gesamtwochen, AuszeichnungChartplatzierungen (Jahr, Titel, Musiklabel, Platzierungen, Wochen, Auszeichnungen, Anmerkungen) | Höchstplatzierung, Gesamtwochen, AuszeichnungChartplatzierungen (Jahr, Titel, Musiklabel, Platzierungen, Wochen, Auszeichnungen, Anmerkungen) | Höchstplatzierung, Gesamtwochen, AuszeichnungChartplatzierungen (Jahr, Titel, Musiklabel, Platzierungen, Wochen, Auszeichnungen, Anmerkungen) | Höchstplatzierung, Gesamtwochen, AuszeichnungChartplatzierungen (Jahr, Titel, Musiklabel, Platzierungen, Wochen, Auszeichnungen, Anmerkungen) | Höchstplatzierung, Gesamtwochen, AuszeichnungChartplatzierungen (Jahr, Titel, Musiklabel, Platzierungen, Wochen, Auszeichnungen, Anmerkungen) | Anmerkungen                                                  |
| Jahr | Titel Musiklabel                              | DE | AT | CH | UK | US | Anmerkungen                                                  |
| ---- | --------------------------------------------- | --- | --- | --- | --- | --- | ------------------------------------------------------------ |
| 2024 | +−=÷× (Tour Collection) Gingerbread Man (WMG) | DE7 (2 Wo.)DE | AT14 (2 Wo.)AT | CH19 (1 Wo.)CH | UK1 Platin · (… Wo.)UK | US28 (… Wo.)US | Erstveröffentlichung: 27. September 2024 Verkäufe: + 405.000 |

### EPs
| Jahr | Titel Musiklabel                          | Höchstplatzierung, Gesamtwochen, AuszeichnungChartplatzierungen (Jahr, Titel, Musiklabel, Platzierungen, Wochen, Auszeichnungen, Anmerkungen) | Höchstplatzierung, Gesamtwochen, AuszeichnungChartplatzierungen (Jahr, Titel, Musiklabel, Platzierungen, Wochen, Auszeichnungen, Anmerkungen) | Höchstplatzierung, Gesamtwochen, AuszeichnungChartplatzierungen (Jahr, Titel, Musiklabel, Platzierungen, Wochen, Auszeichnungen, Anmerkungen) | Höchstplatzierung, Gesamtwochen, AuszeichnungChartplatzierungen (Jahr, Titel, Musiklabel, Platzierungen, Wochen, Auszeichnungen, Anmerkungen) | Höchstplatzierung, Gesamtwochen, AuszeichnungChartplatzierungen (Jahr, Titel, Musiklabel, Platzierungen, Wochen, Auszeichnungen, Anmerkungen) | Anmerkungen                                               |
| Jahr | Titel Musiklabel                          | DE | AT | CH | UK | US | Anmerkungen                                               |
| ---- | ----------------------------------------- | --- | --- | --- | --- | --- | --------------------------------------------------------- |
| 2005 | The Orange Room Selbstverlag              | — | — | — | — | — | Erstveröffentlichung: 1. Januar 2005                      |
| 2006 | Ed Sheeran Selbstverlag                   | — | — | — | — | — | Erstveröffentlichung: 22. März 2006                       |
| 2007 | Want Some? Selbstverlag                   | — | — | — | — | — | Erstveröffentlichung: 29. Juni 2007                       |
| 2009 | You Need Me Selbstverlag                  | — | — | — | — | — | Erstveröffentlichung: 2. November 2009                    |
| 2010 | Live at the Bedford Selbstverlag          | — | — | — | — | — | Erstveröffentlichung: 2010                                |
| 2010 | Loose Change Selbstverlag                 | — | — | — | UK90 Gold · (4 Wo.)UK | — | Erstveröffentlichung: 7. Februar 2010 Verkäufe: + 100.000 |
| 2010 | Songs I Wrote with Amy Selbstverlag       | — | — | — | — | — | Erstveröffentlichung: 4. April 2010                       |
| 2010 | Let It Out EP Selbstverlag                | — | — | — | — | — | Erstveröffentlichung: 31. Oktober 2010                    |
| 2011 | No. 5 Collaborations Project Selbstverlag | — | — | — | UK46 Silber · (1 Wo.)UK | — | Erstveröffentlichung: 10. Januar 2011 Verkäufe: + 101.000 |
| 2011 | One Take EP Atlantic Records (WMG)        | — | — | — | — | — | Erstveröffentlichung: 7. April 2011                       |
| 2011 | Thank You EP Atlantic Records (WMG)       | — | — | — | — | — | Erstveröffentlichung: 18. September 2011                  |
| 2012 | The Slumdon Bridge Atlantic Records (WMG) | — | — | — | — | — | Erstveröffentlichung: 14. Februar 2012 mit Yelawolf       |

## Singles

### Als Leadmusiker
| Jahr | Titel Album                                                   | Höchstplatzierung, Gesamtwochen, AuszeichnungChartplatzierungen (Jahr, Titel, Album, Platzierungen, Wochen, Auszeichnungen, Anmerkungen) | Höchstplatzierung, Gesamtwochen, AuszeichnungChartplatzierungen (Jahr, Titel, Album, Platzierungen, Wochen, Auszeichnungen, Anmerkungen) | Höchstplatzierung, Gesamtwochen, AuszeichnungChartplatzierungen (Jahr, Titel, Album, Platzierungen, Wochen, Auszeichnungen, Anmerkungen) | Höchstplatzierung, Gesamtwochen, AuszeichnungChartplatzierungen (Jahr, Titel, Album, Platzierungen, Wochen, Auszeichnungen, Anmerkungen) | Höchstplatzierung, Gesamtwochen, AuszeichnungChartplatzierungen (Jahr, Titel, Album, Platzierungen, Wochen, Auszeichnungen, Anmerkungen) | Anmerkungen                                                                                  | [↑]: gemeinsam behandelt mit vorhergehendem Eintrag; [←]: in beiden Charts platziert |
| Jahr | Titel Album                                                   | DE | AT | CH | UK | US | Anmerkungen                                                                                  |                                                                                      |
| --- | ------------------------------------------------------------- | --- | --- | --- | --- | --- | -------------------------------------------------------------------------------------------- | ------------------------------------------------------------------------------------ |
| 2011 | The A Team +                                                  | DE9 ×2Doppelplatin · (26 Wo.)DE | AT19 ×2Doppelplatin · (18 Wo.)AT | CH23 Platin · (25 Wo.)CH | UK3 ×5Fünffachplatin · (62 Wo.)UK | US16 ×7Siebenfachplatin · (33 Wo.)US | Erstveröffentlichung: 12. Juni 2011 Verkäufe: + 12.650.000                                   |                                                                                      |
| 2011 | You Need Me, I Don’t Need You +                               | — | — | — | UK4 Platin · (18 Wo.)UK | US— GoldUS | Erstveröffentlichung: 26. August 2011 Verkäufe: + 1.476.500                                  |                                                                                      |
| 2011 | Lego House +                                                  | DE51 (3 Wo.)DE | AT59 Gold · (1 Wo.)AT | CH59 (4 Wo.)CH | UK5 ×3Dreifachplatin · (47 Wo.)UK | US42 ×3Dreifachplatin · (16 Wo.)US | Erstveröffentlichung: 11. November 2011 Verkäufe: + 4.875.000                                |                                                                                      |
| 2012 | Drunk +                                                       | — | — | — | UK9 Platin · (27 Wo.)UK | US— GoldUS | Erstveröffentlichung: 17. Februar 2012 Verkäufe: + 1.335.000                                 |                                                                                      |
| 2012 | Small Bump +                                                  | — | — | — | UK25 Platin · (14 Wo.)UK | US— GoldUS | Erstveröffentlichung: 25. Mai 2012 Verkäufe: + 1.265.000                                     |                                                                                      |
| 2012 | Give Me Love +                                                | DE71 (1 Wo.)DE | AT68 Gold · (1 Wo.)AT | — | UK18 Platin · (11 Wo.)UK | US— ×2DoppelplatinUS | Erstveröffentlichung: 15. Oktober 2012 Verkäufe: + 3.555.000                                 |                                                                                      |
| 2013 | I See Fire ×                                                  | DE2 ×4Vierfachplatin · (76 Wo.)DE | AT3 ×3Dreifachplatin · (62 Wo.)AT | CH2 (67 Wo.)CH | UK13 ×2Doppelplatin · (66 Wo.)UK | US— PlatinUS | Erstveröffentlichung: 5. November 2013 Verkäufe: + 4.910.000                                 |                                                                                      |
| 2014 | Sing ×                                                        | DE7 Gold · (26 Wo.)DE | AT11 Gold · (19 Wo.)AT | CH7 Platin · (24 Wo.)CH | UK1 ×3Dreifachplatin · (54 Wo.)UK | US13 ×3Dreifachplatin · (20 Wo.)US | Erstveröffentlichung: 7. April 2014 Verkäufe: + 5.749.600                                    |                                                                                      |
| 2014 | Don’t ×                                                       | DE17 Platin · (40 Wo.)DE | AT30 Platin · (32 Wo.)AT | CH7 Platin · (37 Wo.)CH | UK8 ×3Dreifachplatin · (48 Wo.)UK | US9 ×5Fünffachplatin · (36 Wo.)US | Erstveröffentlichung: 12. August 2014 Verkäufe: + 8.490.000                                  |                                                                                      |
| 2014 | Thinking Out Loud ×                                           | DE6 ×3Dreifachgold · (52 Wo.)DE | AT2 ×3Dreifachplatin · (40 Wo.)AT | CH3 ×4Vierfachplatin · (72 Wo.)CH | UK1 ×8Achtfachplatin · (119 Wo.)UK | US2 ×8Diamant + Achtfachplatin · (58 Wo.)US                                                                                              | Erstveröffentlichung: 24. September 2014 Verkäufe: + 27.115.000                              |                                                                                      |
| 2015 | Bloodstream ×                                                 | — | — | — | UK2 ×2Doppelplatin · (45 Wo.)UK | US— GoldUS | Erstveröffentlichung: 11. Februar 2015 Verkäufe: + 2.165.000; mit Rudimental                 |                                                                                      |
| 2015 | Photograph ×                                                  | DE4 ×3Dreifachplatin · (59 Wo.)DE | AT4 ×3Dreifachplatin · (47 Wo.)AT | CH4 (80 Wo.)CH | UK15 ×5Fünffachplatin · (92 Wo.)UK | US10 ×8Achtfachplatin · (30 Wo.)US | Erstveröffentlichung: 20. April 2015 Verkäufe: + 15.219.700                                  |                                                                                      |
| 2017 | Shape of You ÷                                                | DE1 ×6Sechsfachplatin · (91 Wo.)DE | AT1 ×6Sechsfachplatin · (69 Wo.)AT | CH1 ×9Neunfachplatin · (124 Wo.)CH | UK1 ×11Elffachplatin · (98 Wo.)UK | US1 ×3Diamant + Dreifachplatin · (59 Wo.)US                                                                                              | Erstveröffentlichung: 6. Januar 2017 Verkäufe: + 41.500.000                                  |                                                                                      |
| 2017 | Castle on the Hill ÷                                          | DE2 ×2Doppelplatin · (27 Wo.)DE | AT2 ×2Doppelplatin · (29 Wo.)AT | CH2 ×2Doppelplatin · (34 Wo.)CH | UK2 ×7Siebenfachplatin · (53 Wo.)UK | US6 ×4Vierfachplatin · (33 Wo.)US | Erstveröffentlichung: 6. Januar 2017 Verkäufe: + 11.833.333                                  |                                                                                      |
| 2017 | Galway Girl ÷                                                 | DE5 Diamant · (48 Wo.)DE | AT6 ×3Dreifachplatin · (40 Wo.)AT | CH7 ×2Doppelplatin · (54 Wo.)CH | UK2 ×5Fünffachplatin · (31 Wo.)UK | US53 ×2Doppelplatin · (5 Wo.)US | Erstveröffentlichung: 17. März 2017 Verkäufe: + 8.773.333                                    |                                                                                      |
| 2017 | Perfect ÷                                                     | DE1 ×7Siebenfachgold · (84 Wo.)DE | AT1 ×5Fünffachplatin · (46 Wo.)AT | CH1 ×6Sechsfachplatin · (155 Wo.)CH | UK1 ×9Neunfachplatin · (191 Wo.)UK | US1 ×3Diamant + Dreifachplatin · (57 Wo.)US                                                                                              | Erstveröffentlichung: 22. September 2017 Verkäufe: + 26.623.333                              |                                                                                      |
| 2017 | Perfect Duet –[DE: ↑]                                         | DE1 ×7Siebenfachgold · (84 Wo.)DE | AT4 (9 Wo.)AT[CH: ↑][UK: ↑][US: ↑] | CH1 ×6Sechsfachplatin · (155 Wo.)CH | UK1 ×9Neunfachplatin · (191 Wo.)UK | US1 ×3Diamant + Dreifachplatin · (57 Wo.)US                                                                                              | Erstveröffentlichung: 30. November 2017 feat. Beyoncé                                        |                                                                                      |
| 2017 | Perfect Symphony –[DE: ↑]                                     | DE1 ×7Siebenfachgold · (84 Wo.)DE | AT26 (2 Wo.)AT[CH: ↑][UK: ↑][US: ↑] | CH1 ×6Sechsfachplatin · (155 Wo.)CH | UK1 ×9Neunfachplatin · (191 Wo.)UK | US1 ×3Diamant + Dreifachplatin · (57 Wo.)US                                                                                              | Erstveröffentlichung: 15. Dezember 2017 feat. Andrea Bocelli                                 |                                                                                      |
| 2018 | Happier ÷                                                     | DE16 Platin · (23 Wo.)DE | AT20 ×2Doppelplatin · (22 Wo.)AT | CH22 Platin · (20 Wo.)CH | UK6 ×3Dreifachplatin · (18 Wo.)UK | US59 ×2Doppelplatin · (2 Wo.)US | Erstveröffentlichung: 27. April 2018 Verkäufe: + 6.340.000                                   |                                                                                      |
| 2019 | I Don’t Care No. 6 Collaborations Project                     | DE2 ×2Doppelplatin · (41 Wo.)DE | AT1 ×4Vierfachplatin · (42 Wo.)AT | CH1 Platin · (52 Wo.)CH | UK1 ×4Vierfachplatin · (51 Wo.)UK | US2 ×5Fünffachplatin · (39 Wo.)US | Erstveröffentlichung: 10. Mai 2019 Verkäufe: + 11.843.333; mit Justin Bieber                 |                                                                                      |
| 2019 | Cross Me No. 6 Collaborations Project                         | DE23 (14 Wo.)DE | AT18 Gold · (9 Wo.)AT | CH21 (6 Wo.)CH | UK4 Platin · (10 Wo.)UK | US25 Gold · (10 Wo.)US | Erstveröffentlichung: 24. Mai 2019 Verkäufe: + 1.770.000; feat. Chance the Rapper & PnB Rock |                                                                                      |
| 2019 | Beautiful People No. 6 Collaborations Project                 | DE5 Platin · (31 Wo.)DE | AT7 ×2Doppelplatin · (28 Wo.)AT | CH7 (42 Wo.)CH | UK1 ×3Dreifachplatin · (45 Wo.)UK | US13 Platin · (26 Wo.)US | Erstveröffentlichung: 28. Juni 2019 Verkäufe: + 5.440.000; feat. Khalid                      |                                                                                      |
| 2019 | Best Part of Me No. 6 Collaborations Project                  | DE55 (2 Wo.)DE | AT38 Gold · (1 Wo.)AT | CH40 (1 Wo.)CH | UK— GoldUK | US99 (1 Wo.)US | Erstveröffentlichung: 5. Juli 2019 Verkäufe: + 600.000; feat. Yebba                          |                                                                                      |
| 2019 | Blow No. 6 Collaborations Project                             | DE93 (2 Wo.)DE | — | — | UK— SilberUK | US60 (2 Wo.)US | Erstveröffentlichung: 5. Juli 2019 Verkäufe: + 275.000; mit Chris Stapleton & Bruno Mars     |                                                                                      |
| 2019 | Antisocial No. 6 Collaborations Project                       | DE23 (4 Wo.)DE | AT15 (3 Wo.)AT | CH40 (2 Wo.)CH | UK— GoldUK | US37 Gold · (4 Wo.)US | Erstveröffentlichung: 12. Juli 2019 Verkäufe: + 1.135.000; feat. Travis Scott                |                                                                                      |
| 2019 | South of the Border No. 6 Collaborations Project              | DE33 Gold · (21 Wo.)DE | AT38 Platin · (15 Wo.)AT | CH19 (31 Wo.)CH | UK4 ×2Doppelplatin · (23 Wo.)UK | US49 Gold · (12 Wo.)US | Erstveröffentlichung: 12. Juli 2019 Verkäufe: + 3.370.000; feat. Camila Cabello & Cardi B    |                                                                                      |
| 2019 | Take Me Back to London No. 6 Collaborations Project           | DE68 (1 Wo.)DE | — | — | UK1 ×3Dreifachplatin · (22 Wo.)UK | — | Erstveröffentlichung: 9. August 2019 Verkäufe: + 1.970.000; feat. Stormzy                    |                                                                                      |
| 2020 | Afterglow = (Tour Edition)                                    | DE10 Gold · (22 Wo.)DE | AT5 ×2Doppelplatin · (25 Wo.)AT | CH2 (31 Wo.)CH | UK2 Platin · (16 Wo.)UK | US29 (10 Wo.)US | Erstveröffentlichung: 21. Dezember 2020 Verkäufe: + 1.445.000                                |                                                                                      |
| 2021 | Bad Habits =                                                  | DE1 Diamant · (87 Wo.)DE | AT1 ×6Sechsfachplatin · (85 Wo.)AT | CH1 Platin · (79 Wo.)CH | UK1 ×6Sechsfachplatin · (114 Wo.)UK | US2 ×3Dreifachplatin · (56 Wo.)US | Erstveröffentlichung: 25. Juni 2021 Verkäufe: + 11.463.333                                   |                                                                                      |
| 2021 | Shivers =                                                     | DE1 ×2Doppelplatin · (89 Wo.)DE | AT1 ×5Fünffachplatin · (88 Wo.)AT | CH1 (118 Wo.)CH | UK1 ×5Fünffachplatin · (89 Wo.)UK | US4 ×2Doppelplatin · (52 Wo.)US | Erstveröffentlichung: 10. September 2021 Verkäufe: + 9.103.333                               |                                                                                      |
| 2021 | Overpass Graffiti =                                           | DE17 Gold · (25 Wo.)DE | AT20 Platin · (9 Wo.)AT | CH13 (17 Wo.)CH | UK4 Platin · (16 Wo.)UK | US41 (2 Wo.)US | Erstveröffentlichung: 29. Oktober 2021 Verkäufe: + 1.085.000                                 |                                                                                      |
| 2021 | Merry Christmas = (Christmas Edition) • The Lockdown Sessions | DE4 Gold · (22 Wo.)DE | AT4 ×2Doppelplatin · (18 Wo.)AT | CH1 Platin · (19 Wo.)CH | UK1 Platin · (20 Wo.)UK | US38 Gold · (8 Wo.)US | Erstveröffentlichung: 3. Dezember 2021 Verkäufe: + 1.725.000; mit Elton John                 |                                                                                      |
| 2022 | The Joker and the Queen = (Tour Edition)                      | DE37 (2 Wo.)DE | AT35 Gold · (1 Wo.)AT | CH19 (3 Wo.)CH | UK2 Gold · (9 Wo.)UK | US21 (3 Wo.)US | Erstveröffentlichung: 11. Februar 2022 Verkäufe: + 495.000; Remix feat. Taylor Swift         |                                                                                      |
| 2022 | Sigue –                                                       | DE— aDE | — | CH34 (5 Wo.)CH | UK96 (1 Wo.)UK | US89 (1 Wo.)US | Erstveröffentlichung: 25. März 2022 Verkäufe: + 80.000; mit J Balvin                         |                                                                                      |
| 2022 | Forever My Love –[DE: ↑]                                      | DE— aDE | — | CH49 (2 Wo.)CH[UK: ↑][US: ↑] | UK96 (1 Wo.)UK | US89 (1 Wo.)US | Erstveröffentlichung: 25. März 2022 mit J Balvin                                             |                                                                                      |
| 2022 | 2step = (Tour Edition)                                        | DE41 (8 Wo.)DE | AT39 Gold · (5 Wo.)AT | CH30 (6 Wo.)CH | UK9 Platin · (19 Wo.)UK | US48 (15 Wo.)US | Erstveröffentlichung: 22. April 2022 Verkäufe: + 1.265.000; Remix feat. Lil Baby             |                                                                                      |
| 2022 | Celestial –                                                   | DE46 (13 Wo.)DE | AT28 Gold · (3 Wo.)AT | CH16 (22 Wo.)CH | UK6 Gold · (13 Wo.)UK | — | Erstveröffentlichung: 29. September 2022 Verkäufe: + 610.000                                 |                                                                                      |
| 2023 | F64 –                                                         | DE— bDE | — | CH77 (1 Wo.)CH | UK50 (2 Wo.)UK | — | Erstveröffentlichung: 19. Januar 2023                                                        |                                                                                      |
| 2023 | Eyes Closed − (Album)                                         | DE13 (17 Wo.)DE | AT7 Platin · (16 Wo.)AT | CH7 Platin · (20 Wo.)CH | UK1 Platin · (22 Wo.)UK | US19 (20 Wo.)US | Erstveröffentlichung: 24. März 2023 Verkäufe: + 1.445.000                                    |                                                                                      |
| 2023 | Boat − (Album)                                                | DE— cDE | — | CH35 (2 Wo.)CH | UK15 (2 Wo.)UK | — | Erstveröffentlichung: 21. April 2023                                                         |                                                                                      |
| 2023 | Life Goes On − (Album)                                        | — | — | — | UK29 Silber · (5 Wo.)UK | US66 d (2 Wo.)US | Erstveröffentlichung: 3. Mai 2023 Verkäufe: + 350.000                                        |                                                                                      |
| 2023 | A Beautiful Game –                                            | — | — | — | — | — | Erstveröffentlichung: 4. Mai 2023 aufgenommen für die 3. Staffel von Ted Lasso               |                                                                                      |
| 2024 | Under the Tree –                                              | DE40 (4 Wo.)DE | AT44 (3 Wo.)AT | CH67 (1 Wo.)CH | UK55 (4 Wo.)UK | — | Erstveröffentlichung: 26. November 2024                                                      |                                                                                      |
| 2025 | Azizam –                                                      | DE6 (… Wo.)DE | AT12 Gold · (… Wo.)AT | CH3 (… Wo.)CH | UK3 Gold · (… Wo.)UK | US28 (… Wo.)US | Erstveröffentlichung: 4. April 2025 Verkäufe: + 690.000                                      |                                                                                      |
| 2025 | Old Phone –                                                   | — | — | CH61 (1 Wo.)CH | UK17 (… Wo.)UK | US89 (1 Wo.)US | Erstveröffentlichung: 1. Mai 2025                                                            |                                                                                      |
| 2025 | Sapphire –                                                    | DE21 (… Wo.)DE | AT44 (… Wo.)AT | CH6 (… Wo.)CH | UK5 Silber · (… Wo.)UK | US74 (3 Wo.)US | Erstveröffentlichung: 5. Juni 2025 Verkäufe: + 240.000                                       |                                                                                      |
| 2025 | Drive F1 – The Album                                          | — | — | — | UK49 (3 Wo.)UK | — | Erstveröffentlichung: 20. Juni 2025                                                          |                                                                                      |
| 2025 | A Little More –                                               | DE65 (… Wo.)DE | AT62 (… Wo.)AT | CH9 (… Wo.)CH | UK18 (… Wo.)UK | — | Erstveröffentlichung: 7. August 2025                                                         |                                                                                      |
| Folgende Lieder erschienen nicht als Single, wurden aber durch das Album zum Download und Streaming bereitgestellt und konnten somit eine Platzierung erlangen: |                                                               | | | | | |                                                                                              |                                                                                      |
| |                                                               | | | | | |                                                                                              |                                                                                      |
| 2011 | Gold Rush +                                                   | — | — | — | UK81 Silber · (1 Wo.)UK | — | Charteinstieg: 24. September 2011 Verkäufe: + 200.000                                        |                                                                                      |
| 2011 | Autumn Leaves +                                               | — | — | — | UK84 Silber · (1 Wo.)UK | US— GoldUS | Charteinstieg: 24. September 2011 Verkäufe: + 740.000                                        |                                                                                      |
| 2014 | Tenerife Sea ×                                                | — | — | — | UK62 Platin · (7 Wo.)UK | US— PlatinUS | Charteinstieg: 5. Juli 2014 Verkäufe: + 1.990.000                                            |                                                                                      |
| 2014 | I’m a Mess ×                                                  | — | — | — | UK49 Platin · (12 Wo.)UK | US— GoldUS | Charteinstieg: 5. Juli 2014 Verkäufe: + 1.285.000                                            |                                                                                      |
| 2014 | All of the Stars The Fault in Our Stars (O.S.T.)              | DE66 (2 Wo.)DE | — | — | UK46 Silber · (2 Wo.)UK | US— PlatinUS | Videoauskopplung: 9. Mai 2014 Charteinstieg: 12. Juli 2014 Verkäufe: + 1.350.000             |                                                                                      |
| 2014 | Nina ×                                                        | — | — | — | UK57 Gold · (7 Wo.)UK | — | Charteinstieg: 12. Juli 2014 Verkäufe: + 500.000                                             |                                                                                      |
| 2014 | Take It Back ×                                                | — | — | — | UK85 Silber · (1 Wo.)UK | — | Charteinstieg: 12. Juli 2014 Verkäufe: + 200.000                                             |                                                                                      |
| 2015 | I Will Take You Home –                                        | — | — | — | UK69 (1 Wo.)UK | — | Charteinstieg: 11. April 2015                                                                |                                                                                      |
| 2017 | New Man ÷                                                     | DE20 (5 Wo.)DE | AT28 (4 Wo.)AT | — | UK5 Platin · (13 Wo.)UK | US72 Gold · (1 Wo.)US | Charteinstieg: 10. März 2017 Verkäufe: + 1.445.000                                           |                                                                                      |
| 2017 | Dive ÷                                                        | DE23 (4 Wo.)DE | AT26 Gold · (4 Wo.)AT | — | UK8 ×2Doppelplatin · (13 Wo.)UK | US49 Platin · (2 Wo.)US | Charteinstieg: 10. März 2017 Verkäufe: + 3.085.000                                           |                                                                                      |
| 2017 | Supermarket Flowers ÷                                         | DE29 Gold · (4 Wo.)DE | AT39 Platin · (3 Wo.)AT | — | UK8 ×2Doppelplatin · (21 Wo.)UK | US75 Platin · (1 Wo.)US | Charteinstieg: 10. März 2017 Verkäufe: + 3.380.000                                           |                                                                                      |
| 2017 | What Do I Know? ÷                                             | DE35 (4 Wo.)DE | AT27 Gold · (5 Wo.)AT | — | UK10 Platin · (17 Wo.)UK | US83 Gold · (1 Wo.)US | Charteinstieg: 10. März 2017 Verkäufe: + 1.565.000                                           |                                                                                      |
| 2017 | Barcelona ÷                                                   | DE42 (3 Wo.)DE | AT43 (3 Wo.)AT | — | UK12 Platin · (13 Wo.)UK | US96 Gold · (1 Wo.)US | Charteinstieg: 10. März 2017 Verkäufe: + 1.375.000                                           |                                                                                      |
| 2017 | Nancy Mulligan ÷                                              | DE43 (4 Wo.)DE | AT42 Gold · (3 Wo.)AT | — | UK13 Platin · (10 Wo.)UK | US— GoldUS | Charteinstieg: 10. März 2017 Verkäufe: + 1.320.000                                           |                                                                                      |
| 2017 | Eraser ÷                                                      | DE21 (4 Wo.)DE | AT35 (2 Wo.)AT | — | UK14 Platin · (8 Wo.)UK | US90 Gold · (1 Wo.)US | Charteinstieg: 10. März 2017 Verkäufe: + 1.305.000                                           |                                                                                      |
| 2017 | Hearts Don’t Break Around Here ÷                              | DE45 (2 Wo.)DE | AT45 (2 Wo.)AT | — | UK15 Platin · (8 Wo.)UK | US93 Gold · (1 Wo.)US | Charteinstieg: 10. März 2017 Verkäufe: + 1.345.000                                           |                                                                                      |
| 2017 | Bibia Be Ye Ye ÷                                              | DE52 (2 Wo.)DE | AT59 (1 Wo.)AT | — | UK18 Platin · (8 Wo.)UK | US— GoldUS | Charteinstieg: 10. März 2017 Verkäufe: + 1.280.000                                           |                                                                                      |
| 2017 | Save Myself ÷                                                 | DE56 (1 Wo.)DE | AT58 (1 Wo.)AT | — | UK19 Gold · (6 Wo.)UK | US— GoldUS | Charteinstieg: 10. März 2017 Verkäufe: + 1.080.000                                           |                                                                                      |
| 2019 | Remember the Name No. 6 Collaborations Project                | DE29 (2 Wo.)DE | AT— GoldAT | — | UK— GoldUK | US57 (1 Wo.)US | Charteinstieg: 19. Juli 2019 Verkäufe: + 570.000; feat. Eminem & 50 Cent                     |                                                                                      |
| 2023 | Curtains − (Album)                                            | DE87 (1 Wo.)DE | — | CH33 (1 Wo.)CH | UK16 (4 Wo.)UK | US97 (1 Wo.)US | Charteinstieg: 12. Mai 2023                                                                  |                                                                                      |
| 2023 | American Town Autumn Variations                               | DE— eDE | — | CH43 (1 Wo.)CH | UK27 (4 Wo.)UK | — | Charteinstieg: 6. Oktober 2023                                                               |                                                                                      |
| 2023 | Magical Autumn Variations                                     | — | — | CH56 (1 Wo.)CH | UK49 (1 Wo.)UK | — | Charteinstieg: 8. Oktober 2023                                                               |                                                                                      |
| 2023 | England Autumn Variations                                     | — | — | — | UK84 (1 Wo.)UK | — | Charteinstieg: 12. Oktober 2023                                                              |                                                                                      |

### Als Gastmusiker
| Jahr | Titel Album                                                      | Höchstplatzierung, Gesamtwochen, AuszeichnungChartplatzierungen (Jahr, Titel, Album, Platzierungen, Wochen, Auszeichnungen, Anmerkungen) | Höchstplatzierung, Gesamtwochen, AuszeichnungChartplatzierungen (Jahr, Titel, Album, Platzierungen, Wochen, Auszeichnungen, Anmerkungen) | Höchstplatzierung, Gesamtwochen, AuszeichnungChartplatzierungen (Jahr, Titel, Album, Platzierungen, Wochen, Auszeichnungen, Anmerkungen) | Höchstplatzierung, Gesamtwochen, AuszeichnungChartplatzierungen (Jahr, Titel, Album, Platzierungen, Wochen, Auszeichnungen, Anmerkungen) | Höchstplatzierung, Gesamtwochen, AuszeichnungChartplatzierungen (Jahr, Titel, Album, Platzierungen, Wochen, Auszeichnungen, Anmerkungen) | Anmerkungen |
| Jahr | Titel Album                                                      | DE | AT | CH | UK | US | Anmerkungen |
| --- | ---------------------------------------------------------------- | --- | --- | --- | --- | --- | --- |
| 2011 | If I Could Chill Out Zone                                        | — | — | — | — | — | Erstveröffentlichung: 15. Mai 2011 Wiley feat. Ed Sheeran                                                          |
| 2011 | Young Guns –                                                     | — | — | — | — | — | Erstveröffentlichung: 8. Juli 2011 Lewi White feat. Ed Sheeran, Yasmin, Griminal & Devlin                          |
| 2011 | Teardrop We Are the Collective                                   | — | — | — | UK24 (2 Wo.)UK | — | Erstveröffentlichung: 13. November 2011 mit The Collective                                                         |
| 2012 | Hush Little Baby Black and White                                 | — | — | — | UK35 (7 Wo.)UK | — | Erstveröffentlichung: 27. Mai 2012 Wretch 32 feat. Ed Sheeran                                                      |
| 2012 | Dreamers (Epic Dreamers Remix) Stereo Typical                    | — | — | — | — | — | Erstveröffentlichung: 3. August 2012 Rizzle Kicks feat. Various Artists                                            |
| 2012 | Watchtower A Moving Picture                                      | — | — | — | UK7 Silber · (5 Wo.)UK | — | Erstveröffentlichung: 16. August 2012 Verkäufe: + 200.000; Devlin feat. Ed Sheeran                                 |
| 2013 | Everything Has Changed Red                                       | — | — | — | UK7 Platin · (17 Wo.)UK | US32 ×2Doppelplatin · (20 Wo.)US | Erstveröffentlichung: 10. Juni 2013 Verkäufe: + 3.048.500; Taylor Swift feat. Ed Sheeran                           |
| 2013 | Old School Love –                                                | — | — | — | — | US93 Gold · (5 Wo.)US | Erstveröffentlichung: 14. Oktober 2012 Verkäufe: + 577.500; Lupe Fiasco feat. Ed Sheeran                           |
| 2014 | Guiding Light Joy of Nothing                                     | — | — | — | — | — | Erstveröffentlichung: 27. Januar 2014 Foy Vance feat. Ed Sheeran                                                   |
| 2014 | All About It People Keep Talking                                 | DE9 (11 Wo.)DE | AT10 (17 Wo.)AT | CH34 (7 Wo.)CH | — | US71 Gold · (4 Wo.)US | Erstveröffentlichung: 14. Oktober 2014 Verkäufe: + 500.000; Hoodie Allen feat. Ed Sheeran                          |
| 2014 | Do They Know It’s Christmas? –                                   | DE2 Gold · (15 Wo.)DE | AT5 (9 Wo.)AT | CH5 (7 Wo.)CH | UK1 Platin · (6 Wo.)UK | US63 (1 Wo.)US | Erstveröffentlichung: 17. November 2014 Verkäufe: + 751.000; mit Band Aid 30                                       |
| 2015 | Reuf Feu                                                         | — | — | — | — | — | Erstveröffentlichung: 8. Juni 2015 Nekfeu feat. Ed Sheeran                                                         |
| 2015 | Lay It All on Me We the Generation                               | DE31 Gold · (28 Wo.)DE | AT23 (23 Wo.)AT | CH26 (25 Wo.)CH | UK12 Platin · (29 Wo.)UK | US48 Platin · (16 Wo.)US | Erstveröffentlichung: 25. September 2015 Verkäufe: + 2.628.000; Rudimental feat. Ed Sheeran                        |
| 2016 | Growing Up (Sloane’s Song) This Unruly Mess I’ve Made            | — | — | — | — | — | Erstveröffentlichung: 26. Februar 2016 Verkäufe: + 15.000 Macklemore & Ryan Lewis feat. Ed Sheeran                 |
| 2017 | Real Life –                                                      | — | — | — | — | — | Erstveröffentlichung: 13. Januar 2017 Alonestar feat. Jaja Soze & Ed Sheeran                                       |
| 2017 | Boa Me –                                                         | — | — | — | UK52 (6 Wo.)UK | — | Erstveröffentlichung: 10. November 2017 Fuse ODG feat. Ed Sheeran & Mugeez                                         |
| 2017 | End Game Reputation                                              | — | — | — | UK49 Gold · (7 Wo.)UK | US18 Platin · (17 Wo.)US | Erstveröffentlichung: 14. November 2017 Verkäufe: + 1.880.000; Taylor Swift feat. Ed Sheeran & Future              |
| 2017 | River Revival                                                    | DE2 Gold · (23 Wo.)DE | AT1 ×2Doppelplatin · (22 Wo.)AT | CH2 (26 Wo.)CH | UK1 ×2Doppelplatin · (21 Wo.)UK | US11 (13 Wo.)US | Erstveröffentlichung: 15. Dezember 2017 Verkäufe: + 2.995.000; Eminem feat. Ed Sheeran                             |
| 2018 | Hello Hi 2 BDL Bipolar                                           | — | — | — | — | — | Erstveröffentlichung: 6. Juli 2018 Big Narstie feat. Ed Sheeran                                                    |
| 2019 | Own It Heavy Is the Head                                         | DE75 (1 Wo.)DE | AT57 (1 Wo.)AT | CH27 (11 Wo.)CH | UK1 ×3Dreifachplatin · (43 Wo.)UK | — | Erstveröffentlichung: 22. November 2019 Verkäufe: + 1.950.000; Stormzy feat. Ed Sheeran & Burna Boy                |
| 2021 | Sausage Rolls for Everyone –                                     | — | — | — | UK1 (2 Wo.)UK | — | Erstveröffentlichung: 17. Dezember 2021 Verkäufe: + 136.000; LadBaby feat. Ed Sheeran & Elton John                 |
| 2021 | Peru –                                                           | — | — | CH31 (34 Wo.)CH | UK2 ×2Doppelplatin · (41 Wo.)UK | US53 Platin · (15 Wo.)US | Erstveröffentlichung: 23. Dezember 2021 Verkäufe: + 2.878.333; Fireboy DML feat. Ed Sheeran                        |
| 2022 | Bam Bam Familia                                                  | DE12 (33 Wo.)DE | AT7 ×2Doppelplatin · (34 Wo.)AT | CH3 ×2Doppelplatin · (45 Wo.)CH | UK7 Platin · (24 Wo.)UK | US21 Platin · (20 Wo.)US | Erstveröffentlichung: 4. März 2022 Verkäufe: + 3.233.333; Camila Cabello feat. Ed Sheeran                          |
| 2022 | For My Hand Love, Damini                                         | — | — | CH59 Gold · (15 Wo.)CH | UK18 Platin · (20 Wo.)UK | — | Erstveröffentlichung: 8. Juli 2022 Verkäufe: + 1.195.000; Burna Boy feat. Ed Sheeran                               |
| 2022 | Are You Entertained –                                            | — | — | CH36 (1 Wo.)CH | UK47 (3 Wo.)UK | US97 (1 Wo.)US | Erstveröffentlichung: 22. Juli 2022 Russ feat. Ed Sheeran                                                          |
| 2022 | Noche de novela –                                                | — | — | — | — | — | Erstveröffentlichung: 11. August 2022 Paulo Londra feat. Ed Sheeran                                                |
| 2022 | Groundwork –                                                     | — | — | — | — | — | Erstveröffentlichung: 26. August 2022 Big Narstie feat. Papoose & Ed Sheeran                                       |
| 2022 | Lonely Lovers Lap 5                                              | — | — | — | — | — | Erstveröffentlichung: 22. September 2022 D-Block Europe feat. Ed Sheeran                                           |
| 2022 | Call on Me –                                                     | — | — | CH33 (1 Wo.)CH | — | — | Erstveröffentlichung: 7. Oktober 2022 Verkäufe: + 200.000; Vianney feat. Ed Sheeran                                |
| Folgende Lieder erschienen nicht als Single, wurden aber durch das Album zum Download und Streaming bereitgestellt und konnten somit eine Platzierung erlangen: |                                                                  | | | | | | |
| |                                                                  | | | | | | |
| 2012 | Wish You Were Here A Symphony of British Music (Sampler)         | — | — | — | UK34 (1 Wo.)UK | — | Charteinstieg: 25. August 2012; Original: Pink Floyd mit Richard Jones, Nick Mason, Mike Rutherford & David Arnold |
| 2015 | Dreams The Long Way Home                                         | — | — | — | UK88 (1 Wo.)UK | — | Charteinstieg: 16. Juli 2015 Krept & Konan feat. Ed Sheeran                                                        |
| 2015 | Dark Times Beauty Behind the Madness                             | — | — | — | UK92 Silber · (2 Wo.)UK | US91 Platin · (3 Wo.)US | Charteinstieg: 10. September 2015 Verkäufe: + 1.315.000; The Weeknd feat. Ed Sheeran                               |
| 2020 | Those Kinda Nights Music to Be Murdered By                       | — | AT37 (1 Wo.)AT | CH12 (2 Wo.)CH | UK12 Silber · (6 Wo.)UK | US31 Gold · (2 Wo.)US | Charteinstieg: 26. Januar 2020 Verkäufe: + 735.000; Eminem feat. Ed Sheeran                                        |
| 2021 | Everything Has Changed (Taylor’s Version) Red (Taylor’s Version) | — | — | — | — | US63 (1 Wo.)US | Charteinstieg: 27. November 2021 Verkäufe: + 35.000; Taylor Swift feat. Ed Sheeran                                 |
| 2022 | My G Close to Home                                               | — | — | — | UK6 Gold · (13 Wo.)UK | — | Videoauskopplung: 19. August 2022 Verkäufe: + 400.000; Charteinstieg: 26. August 2022 Aitch feat. Ed Sheeran       |

## Videoalben und Musikvideos

### Videoalben
| Jahr | Titel Musiklabel                                                       | Höchstplatzierung, Gesamtwochen, AuszeichnungChartplatzierungen (Jahr, Titel, Musiklabel, Platzierungen, Wochen, Auszeichnungen, Anmerkungen) | Höchstplatzierung, Gesamtwochen, AuszeichnungChartplatzierungen (Jahr, Titel, Musiklabel, Platzierungen, Wochen, Auszeichnungen, Anmerkungen) | Höchstplatzierung, Gesamtwochen, AuszeichnungChartplatzierungen (Jahr, Titel, Musiklabel, Platzierungen, Wochen, Auszeichnungen, Anmerkungen) | Höchstplatzierung, Gesamtwochen, AuszeichnungChartplatzierungen (Jahr, Titel, Musiklabel, Platzierungen, Wochen, Auszeichnungen, Anmerkungen) | Höchstplatzierung, Gesamtwochen, AuszeichnungChartplatzierungen (Jahr, Titel, Musiklabel, Platzierungen, Wochen, Auszeichnungen, Anmerkungen) | Anmerkungen                             |
| Jahr | Titel Musiklabel                                                       | DE | AT | CH | UK | US | Anmerkungen                             |
| ---- | ---------------------------------------------------------------------- | --- | --- | --- | --- | --- | --------------------------------------- |
| 2015 | Jumpers for Goalposts – Live at Wembley Stadium Atlantic Records (WMG) | DE90 f (1 Wo.)DE | AT9 (1 Wo.)AT | CH9 (1 Wo.)CH | UK4 (13 Wo.)UK | — | Erstveröffentlichung: 13. November 2015 |

### Musikvideos
| Jahr | Titel | Regie                                           |
| ---- | --- | ----------------------------------------------- |
| 2006 | Open Your Ears |                                                 |
| 2007 | Last Night |                                                 |
| 2009 | Let It Out | Sylvie Varnier                                  |
| 2010 | The A Team | Ruskin Kyle                                     |
| 2011 | You Need Me, I Don’t Need You You Need Me, I Don’t Need You (Rizzle Kicks Remix) You Need Me, I Don’t Need You (True Tiger Remix) | Emil Nava TLoc —                                |
| 2011 | Lego House | Emil Nava                                       |
| 2011 | Young Guns | Carly Cussen                                    |
| 2011 | Home |                                                 |
| 2011 | Teardrop |                                                 |
| 2012 | Drunk | Saman Kesh                                      |
| 2012 | Small Bump | Emil Nava                                       |
| 2012 | Give Me Love | Emil Nava                                       |
| 2012 | Suits | Dale Hooker                                     |
| 2012 | Hush Little Baby |                                                 |
| 2012 | Watchtower | Corin Hardy                                     |
| 2013 | I See Fire |                                                 |
| 2013 | Everything Has Changed | Philip Andelman                                 |
| 2013 | Old School Love | Coodie & Chike                                  |
| 2014 | One |                                                 |
| 2014 | All of the Stars | DJay Brawner                                    |
| 2014 | Sing | Emil Nava                                       |
| 2014 | All About It | Jackson Adams                                   |
| 2014 | Do They Know It’s Christmas? |                                                 |
| 2015 | Don’t | Emil Nava                                       |
| 2015 | Thinking Out Loud | Emil Nava                                       |
| 2015 | Bloodstream Bloodstream (Tourvideo)                                                                                               | Emil Nava Ben Anderson                          |
| 2015 | Photograph | Emil Nava                                       |
| 2015 | Lay It All on Me | Emil Nava                                       |
| 2017 | Shape of You | Jason Koenig                                    |
| 2017 | Castle on the Hill | George Belfield                                 |
| 2017 | Galway Girl | Jason Koenig                                    |
| 2017 | Perfect | Jason Koenig                                    |
| 2017 | Boa Me | Gio Gyimah                                      |
| 2017 | Perfect Symphony | Tiziano Fioriti                                 |
| 2018 | End Game | Joseph Kahn                                     |
| 2018 | River | Emil Nava                                       |
| 2018 | Happier | Emil Nava                                       |
| 2019 | I Don’t Care | Emil Nava                                       |
| 2019 | Cross Me | Ryan Staake                                     |
| 2019 | Beautiful People | Andy McLeod                                     |
| 2019 | Blow | Bruno Mars                                      |
| 2019 | Antisocial | Dave Meyers                                     |
| 2019 | Nothing on You | Kam Cordings, Cxrter Saint                      |
| 2019 | Take Me Back to London (Sir Spyro Remix)                                                                                          | KC Locke                                        |
| 2019 | South of the Border | Jason Koenig                                    |
| 2019 | Put It All on Me | Jason Koenig                                    |
| 2020 | Afterglow | Nic Minns, Zak Walters                          |
| 2021 | Bad Habits | Dave Meyers                                     |
| 2021 | Shivers | Dave Meyers                                     |
| 2021 | Overpass Graffiti | Jason Koenig                                    |
| 2021 | Merry Christmas | Jason Koenig                                    |
| 2021 | Peru | Gabriella Kingsley                              |
| 2022 | The Joker and the Queen | Emil Nava                                       |
| 2022 | Bam Bam | Mia Barnes                                      |
| 2022 | Sigue | José Emilio Sagaró                              |
| 2022 | Forever My Love | José Emilio Sagaró                              |
| 2022 | 2step | Henry Scholfield                                |
| 2022 | For My Hand |                                                 |
| 2022 | Are You Entertained | Jake Nava                                       |
| 2022 | Noche de novela | Greg Davenport                                  |
| 2022 | My G | Kelvin Jones                                    |
| 2022 | Groundwork |                                                 |
| 2022 | Celestial | Yûichi Kodama                                   |
| 2023 | Eyes Closed | Mia Barnes                                      |
| 2023 | Boat | Mia Barnes                                      |
| 2023 | Curtain | Mia Barnes                                      |
| 2023 | Sycamore | Mia Barnes                                      |
| 2023 | The Hills of Aberfeldy | Mia Barnes                                      |
| 2023 | No Strings | Mia Barnes                                      |
| 2023 | Vega | Mia Barnes                                      |
| 2023 | Spark | Mia Barnes                                      |
| 2023 | Borderline | Mia Barnes                                      |
| 2023 | Colourblind | Mia Barnes                                      |
| 2023 | End of Youth | Mia Barnes                                      |
| 2023 | Dusty | Mia Barnes                                      |
| 2023 | Life Goes On | Mia Barnes                                      |
| 2023 | Salt Water | Mia Barnes                                      |
| 2023 | That’s on Me | Beatriz Santamaria Pinha                        |
| 2024 | Under the Tree | Richard Curtis                                  |
| 2025 | Azizam | Liam Pethick (Version 1) Saman Kesh (Version 2) |
| 2025 | Old Phone | Emil Nava                                       |
| 2025 | Sapphire | Liam Pethick                                    |
| 2025 | Drive | Chris Villa                                     |
| 2025 | A Little More | Emil Nava                                       |

## Autorenbeteiligungen und Produktionen
Sheeran schreibt alle seine Lieder selbst, darüber hinaus schreibt er auch für andere Interpreten. Die folgende Liste beinhaltet Charterfolge, an denen Sheeran als Autor und nicht als Interpret beteiligt war:
| Jahr | Titel Interpretation                                | Höchstplatzierung, Gesamtwochen, AuszeichnungChartplatzierungen (Jahr, Titel, Interpretation, Platzierungen, Wochen, Auszeichnungen, Anmerkungen) | Höchstplatzierung, Gesamtwochen, AuszeichnungChartplatzierungen (Jahr, Titel, Interpretation, Platzierungen, Wochen, Auszeichnungen, Anmerkungen) | Höchstplatzierung, Gesamtwochen, AuszeichnungChartplatzierungen (Jahr, Titel, Interpretation, Platzierungen, Wochen, Auszeichnungen, Anmerkungen) | Höchstplatzierung, Gesamtwochen, AuszeichnungChartplatzierungen (Jahr, Titel, Interpretation, Platzierungen, Wochen, Auszeichnungen, Anmerkungen) | Höchstplatzierung, Gesamtwochen, AuszeichnungChartplatzierungen (Jahr, Titel, Interpretation, Platzierungen, Wochen, Auszeichnungen, Anmerkungen) | Anmerkungen                                                    |
| Jahr | Titel Interpretation                                | DE | AT | CH | UK | US | Anmerkungen                                                    |
| --- | --------------------------------------------------- | --- | --- | --- | --- | --- | -------------------------------------------------------------- |
| 2012 | Little Things One Direction                         | DE89 (1 Wo.)DE | AT43 (1 Wo.)AT | CH38 (1 Wo.)CH | UK1 Platin · (27 Wo.)UK | US33 ×2Doppelplatin · (18 Wo.)US | Erstveröffentlichung: 29. Oktober 2012 Verkäufe: + 3.093.000   |
| 2015 | Love Yourself Justin Bieber                         | DE3 ×3Dreifachgold · (48 Wo.)DE | AT2 Gold · (39 Wo.)AT | CH4 (58 Wo.)CH | UK1 ×4Vierfachplatin · (64 Wo.)UK | US1 ×7Siebenfachplatin · (41 Wo.)US | Erstveröffentlichung: 13. November 2015 Verkäufe: + 18.565.000 |
| 2016 | Cold Water Major Lazer feat. Justin Bieber & MØ     | DE2 Platin · (30 Wo.)DE | AT1 Platin · (28 Wo.)AT | CH1 Platin · (31 Wo.)CH | UK1 ×3Dreifachplatin · (32 Wo.)UK | US2 ×3Dreifachplatin · (27 Wo.)US | Erstveröffentlichung: 22. Juli 2016 Verkäufe: + 8.488.333      |
| 2017 | Strip That Down Liam Payne feat. Quavo              | DE10 Platin · (27 Wo.)DE | AT15 (24 Wo.)AT | CH30 (22 Wo.)CH | UK3 ×2Doppelplatin · (25 Wo.)UK | US10 ×3Dreifachplatin · (28 Wo.)US | Erstveröffentlichung: 19. Mai 2017 Verkäufe: + 6.106.666       |
| 2017 | Your Song Rita Ora                                  | DE13 ×3Dreifachgold · (38 Wo.)DE | AT10 Gold · (32 Wo.)AT | CH13 Platin · (38 Wo.)CH | UK7 ×2Doppelplatin · (29 Wo.)UK | US— GoldUS | Erstveröffentlichung: 26. Mai 2017 Verkäufe: + 3.701.666       |
| 2017 | The Rest of Our Life Tim McGraw & Faith Hill        | — | — | — | — | US98 (1 Wo.)US | Erstveröffentlichung: 5. Oktober 2017                          |
| 2018 | 2002 Anne-Marie                                     | DE18 Platin · (22 Wo.)DE | AT9 Platin · (28 Wo.)AT | CH18 Platin · (29 Wo.)CH | UK3 ×3Dreifachplatin · (46 Wo.)UK | US— ×2DoppelplatinUS | Erstveröffentlichung: 20. April 2018 Verkäufe: + 9.045.000     |
| 2018 | Eastside Benny Blanco, Halsey & Khalid              | DE15 Platin · (35 Wo.)DE | AT12 (35 Wo.)AT | CH22 (40 Wo.)CH | UK1 ×4Vierfachplatin · (48 Wo.)UK | US9 ×6Sechsfachplatin · (52 Wo.)US | Erstveröffentlichung: 12. Juli 2018 Verkäufe: + 12.370.000     |
| 2018 | Woman Like Me Little Mix feat. Nicki Minaj          | DE53 (7 Wo.)DE | AT33 (7 Wo.)AT | CH31 Gold · (7 Wo.)CH | UK2 Platin · (20 Wo.)UK | — | Erstveröffentlichung: 12. Oktober 2018 Verkäufe: + 1.605.000   |
| 2018 | Thursday Jess Glynne                                | — | — | — | UK3 ×2Doppelplatin · (31 Wo.)UK | — | Erstveröffentlichung: 9. November 2018 Verkäufe: + 1.240.000   |
| 2019 | Hello My Love Westlife                              | — | — | — | UK13 Gold · (10 Wo.)UK | — | Erstveröffentlichung: 10. Januar 2019 Verkäufe: + 430.000      |
| 2020 | Underdog Alicia Keys                                | DE24 Gold · (19 Wo.)DE | AT24 Platin · (16 Wo.)AT | CH21 Gold · (19 Wo.)CH | — | US69 Platin · (5 Wo.)US | Erstveröffentlichung: 10. Januar 2020 Verkäufe: + 1.380.000    |
| 2021 | Big Rita Ora mit Imanbek & David Guetta feat. Gunna | DE95 (1 Wo.)DE | — | CH68 (1 Wo.)CH | UK53 (1 Wo.)UK | — | Erstveröffentlichung: 12. Februar 2021                         |
| 2021 | Permission to Dance BTS                             | DE23 (3 Wo.)DE | AT28 (1 Wo.)AT | CH23 (2 Wo.)CH | UK16 (7 Wo.)UK | US1 (7 Wo.)US | Erstveröffentlichung: 9. Juli 2021                             |
| Folgende Lieder erschienen nicht als Single, wurden aber durch das Album zum Download und Streaming bereitgestellt und konnten somit eine Platzierung erlangen: |                                                     | | | | | |                                                                |
| |                                                     | | | | | |                                                                |
| 2012 | The A Team Luca Hänni                               | — | — | CH44 (1 Wo.)CH | — | — | Charteinstieg: 3. Juni 2012                                    |
| 2014 | 18 One Direction                                    | — | AT60 (1 Wo.)AT | — | UK45 (2 Wo.)UK | US87 (1 Wo.)US | Charteinstieg: 21. November 2014                               |

## Boxsets
| Jahr | Titel Musiklabel                           | Höchstplatzierung, Gesamtwochen, AuszeichnungChartplatzierungen (Jahr, Titel, Musiklabel, Platzierungen, Wochen, Auszeichnungen, Anmerkungen) | Höchstplatzierung, Gesamtwochen, AuszeichnungChartplatzierungen (Jahr, Titel, Musiklabel, Platzierungen, Wochen, Auszeichnungen, Anmerkungen) | Höchstplatzierung, Gesamtwochen, AuszeichnungChartplatzierungen (Jahr, Titel, Musiklabel, Platzierungen, Wochen, Auszeichnungen, Anmerkungen) | Höchstplatzierung, Gesamtwochen, AuszeichnungChartplatzierungen (Jahr, Titel, Musiklabel, Platzierungen, Wochen, Auszeichnungen, Anmerkungen) | Höchstplatzierung, Gesamtwochen, AuszeichnungChartplatzierungen (Jahr, Titel, Musiklabel, Platzierungen, Wochen, Auszeichnungen, Anmerkungen) | Anmerkungen                        |
| Jahr | Titel Musiklabel                           | DE | AT | CH | UK | US | Anmerkungen                        |
| ---- | ------------------------------------------ | --- | --- | --- | --- | --- | ---------------------------------- |
| 2015 | 5 Atlantic Records / Gingerbread Man (WMG) | — | — | — | — | US30 (1 Wo.)US | Erstveröffentlichung: 12. Mai 2015 |

## Promoveröffentlichungen
Promo-Singles

| Jahr | Titel Album                           | Höchstplatzierung, Gesamtwochen, AuszeichnungChartplatzierungen (Jahr, Titel, Album, Platzierungen, Wochen, Auszeichnungen, Anmerkungen) | Höchstplatzierung, Gesamtwochen, AuszeichnungChartplatzierungen (Jahr, Titel, Album, Platzierungen, Wochen, Auszeichnungen, Anmerkungen) | Höchstplatzierung, Gesamtwochen, AuszeichnungChartplatzierungen (Jahr, Titel, Album, Platzierungen, Wochen, Auszeichnungen, Anmerkungen) | Höchstplatzierung, Gesamtwochen, AuszeichnungChartplatzierungen (Jahr, Titel, Album, Platzierungen, Wochen, Auszeichnungen, Anmerkungen) | Höchstplatzierung, Gesamtwochen, AuszeichnungChartplatzierungen (Jahr, Titel, Album, Platzierungen, Wochen, Auszeichnungen, Anmerkungen) | Anmerkungen                                                  |
| Jahr | Titel Album                           | DE | AT | CH | UK | US | Anmerkungen                                                  |
| ---- | ------------------------------------- | --- | --- | --- | --- | --- | ------------------------------------------------------------ |
| 2014 | One x                                 | DE79 (1 Wo.)DE | AT45 (1 Wo.)AT | — | UK18 Platin · (20 Wo.)UK | US87 Platin · (1 Wo.)US | Erstveröffentlichung: 16. Mai 2014 Verkäufe: + 1.750.000     |
| 2014 | Afire Love x                          | — | — | — | UK59 Gold · (4 Wo.)UK | US37 Gold · (1 Wo.)US | Erstveröffentlichung: 16. Juni 2014 Verkäufe: + 1.040.000    |
| 2014 | The Man x                             | — | — | — | UK82 Silber · (3 Wo.)UK | — | Erstveröffentlichung: 19. Juni 2014 Verkäufe: + 200.000      |
| 2014 | Make It Rain Sons of Anarchy (O.S.T.) | — | — | — | UK38 (2 Wo.)UK | US34 (2 Wo.)US | Erstveröffentlichung: Dezember 2014 Verkäufe: + 80.000       |
| 2017 | How Would You Feel (Paean) ÷          | DE27 (5 Wo.)DE | AT25 (4 Wo.)AT | CH18 (2 Wo.)CH | UK2 Platin · (12 Wo.)UK | US41 Gold · (2 Wo.)US | Erstveröffentlichung: 20. Februar 2017 Verkäufe: + 1.630.000 |
| 2021 | Visiting Hours =                      | DE46 (1 Wo.)DE | AT28 Gold · (1 Wo.)AT | CH8 (10 Wo.)CH | UK5 Platin · (10 Wo.)UK | US75 (1 Wo.)US | Erstveröffentlichung: 19. August 2021 Verkäufe: + 825.000    |

## Sonderveröffentlichungen

### Alben
| Jahr | Titel Musiklabel                                    | Anmerkungen                                                               |
| ---- | --------------------------------------------------- | ------------------------------------------------------------------------- |
| 2011 | iTunes Festival: London 2011 Atlantic Records (WMG) | Erstveröffentlichung: 11. Juli 2011 Veröffentlichung nur über iTunes      |
| 2012 | iTunes Festival: London 2012 Atlantic Records (WMG) | Erstveröffentlichung: 15. September 2012 Veröffentlichung nur über iTunes |
| 2014 | Live and in Session Atlantic Records (WMG)          | Erstveröffentlichung: 11. August 2014 Veröffentlichung nur über Spotify   |
| 2014 | Deezer Session Atlantic Records (WMG)               | Erstveröffentlichung: 18. August 2014 Veröffentlichung nur über Deezer    |
| 2017 | Spotify Singles Atlantic Records (WMG)              | Erstveröffentlichung: 7. Juni 2017 Veröffentlichung nur über Spotify      |

| Jahr | Titel Musiklabel             | Anmerkungen                                                          |
| ---- | ---------------------------- | -------------------------------------------------------------------- |
| 2016 | x / + Atlantic Records (WMG) | Erstveröffentlichung: 5. August 2016 Teil der „2-CD-Originals“-Reihe |

### Lieder
| Jahr | Titel Album                                                      | Anmerkungen |
| ---- | ---------------------------------------------------------------- | --- |
| 2011 | If I Could Chill Out Zone                                        | Erstveröffentlichung: 12. Juli 2011 Wiley feat. Ed Sheeran                                                               |
| 2011 | Sleeping with My Memories Elements                               | Erstveröffentlichung: 28. Juli 2011 Mz. Bratt feat. Ed Sheeran                                                           |
| 2011 | Hush Little Baby Black and White                                 | Erstveröffentlichung: 21. August 2011 Wretch 32 feat. Ed Sheeran                                                         |
| 2011 | Dreamers (Epic Dreamers Remix) Stereo Typical                    | Erstveröffentlichung: 28. Oktober 2011 Rizzle Kicks feat. Various Artists                                                |
| 2011 | Teardrop We Are the Collective                                   | Erstveröffentlichung: 13. November 2011 mit The Collective                                                               |
| 2012 | 25 Tracks You Guest It                                           | Erstveröffentlichung: 26. April 2012 Mikill Pane feat. Ed Sheeran                                                        |
| 2012 | Wish You Were Here A Symphony of British Music (Sampler)         | Erstveröffentlichung: 12. August 2012 mit Richard Jones, Nick Mason, Mike Rutherford & David Arnold Original: Pink Floyd |
| 2012 | Deepest Shame (New Machine Remix) Deepest Shame                  | Erstveröffentlichung: 9. September 2012 Plan B feat. Ed Sheeran, Chip & Devlin                                           |
| 2012 | Everything Has Changed Red                                       | Erstveröffentlichung: 22. Oktober 2012 Taylor Swift feat. Ed Sheeran                                                     |
| 2012 | Heaven Late Night Viewing                                        | Erstveröffentlichung: 23. November 2012 David Stewart feat. Ed Sheeran                                                   |
| 2013 | Meanest Man Atomic                                               | Erstveröffentlichung: 1. Februar 2013 Labrinth feat. Devlin, Wretch 32, Ed Sheeran & ShezAr                              |
| 2013 | Watchtower A Moving Picture                                      | Erstveröffentlichung: 4. Februar 2013 Devlin feat. Ed Sheeran                                                            |
| 2013 | Top Floor (Cabana) Hotel Cabana                                  | Erstveröffentlichung: 23. August 2013 Naughty Boy feat. Ed Sheeran                                                       |
| 2013 | Guiding Light Joy of Nothing                                     | Erstveröffentlichung: 26. August 2013 Foy Vance feat. Ed Sheeran                                                         |
| 2013 | Play It Loud When Will It Stop                                   | Erstveröffentlichung: 11. Oktober 2013 Giggs feat. Ed Sheeran                                                            |
| 2013 | Back Someday Wake Up                                             | Erstveröffentlichung: 20. Oktober 2013 Sway feat. Ed Sheeran                                                             |
| 2014 | Raise Em Up Street Dance Kids                                    | Erstveröffentlichung: 3. Januar 2014 Alonestar feat. Ed Sheeran                                                          |
| 2014 | Be My Forever Head or Heart                                      | Erstveröffentlichung: 1. April 2014 Christina Perri feat. Ed Sheeran                                                     |
| 2014 | Type of Shit I Hate/Interlude $ign Language                      | Erstveröffentlichung: 25. August 2014 Ty Dolla $ign feat. Ed Sheeran, Fabolous & YG                                      |
| 2014 | All About It People Keep Talking                                 | Erstveröffentlichung: 14. Oktober 2014 Hoodie Allen feat. Ed Sheeran                                                     |
| 2015 | Rewind Repeat It +x                                              | Erstveröffentlichung: 2. Mai 2015 Martin Garrix feat. Ed Sheeran                                                         |
| 2015 | Reuf Feu                                                         | Erstveröffentlichung: 8. Juni 2015 Nekfeu feat. Ed Sheeran                                                               |
| 2015 | I Was Made for Loving You Unbreakable Smile                      | Erstveröffentlichung: 23. Juni 2015 · Tori Kelly feat. Ed Sheeran, UK: Silber, US: Gold, Verkäufe: + 775.000             |
| 2015 | Dreams The Long Way Home                                         | Erstveröffentlichung: 3. Juli 2015 Krept & Konan feat. Ed Sheeran                                                        |
| 2015 | Growing Up (Sloane’s Song) This Unruly Mess I’ve Made            | Erstveröffentlichung: 17. August 2015 Macklemore & Ryan Lewis feat. Ed Sheeran                                           |
| 2015 | Dark Times Beauty Behind the Madness                             | Erstveröffentlichung: 28. August 2015 The Weeknd feat. Ed Sheeran                                                        |
| 2015 | Lay It All on Me We the Generation                               | Erstveröffentlichung: 2. Oktober 2015 Rudimental feat. Ed Sheeran                                                        |
| 2015 | Save It Chixtape III                                             | Erstveröffentlichung: 25. Dezember 2015 Tory Lanez feat. Ed Sheeran                                                      |
| 2016 | I Will Be There I Still Do                                       | Erstveröffentlichung: 20. Mai 2016 Eric Clapton feat. Angelo Mysterioso                                                  |
| 2017 | End Game Reputation                                              | Erstveröffentlichung: 10. November 2017 Taylor Swift feat. Ed Sheeran & Future                                           |
| 2017 | River Revival                                                    | Erstveröffentlichung: 15. Dezember 2017 Eminem feat. Ed Sheeran                                                          |
| 2017 | Lifting You No One Ever Really Dies                              | Erstveröffentlichung: 15. Dezember 2017 N.E.R.D feat. Ed Sheeran                                                         |
| 2018 | Photograph (Felix Jaehn Remix) I                                 | Erstveröffentlichung: 16. Februar 2018 Felix Jaehn feat. Ed Sheeran                                                      |
| 2018 | Hello Hi 2 BDL Bipolar                                           | Erstveröffentlichung: 6. Juli 2018 Big Narstie feat. Ed Sheeran                                                          |
| 2019 | Own It Heavy Is the Head                                         | Erstveröffentlichung: 13. Dezember 2019 Stormzy feat. Ed Sheeran & Burna Boy                                             |
| 2020 | Those Kinda Nights Music to Be Murdered By                       | Erstveröffentlichung: 17. Januar 2020 Eminem feat. Ed Sheeran                                                            |
| 2021 | Everything Has Changed (Taylor’s Version) Red (Taylor’s Version) | Erstveröffentlichung: 12. November 2021 Taylor Swift feat. Ed Sheeran                                                    |
| 2022 | Bam Bam Familia                                                  | Erstveröffentlichung: 8. April 2022 Camila Cabello feat. Ed Sheeran                                                      |
| 2022 | For My Hand Love, Damini                                         | Erstveröffentlichung: 7. Juli 2022 Burna Boy feat. Ed Sheeran                                                            |
| 2022 | My G Close to Home                                               | Erstveröffentlichung: 19. August 2022 Aitch feat. Ed Sheeran                                                             |
| 2022 | Lonely Lovers Lap 5                                              | Erstveröffentlichung: 23. September 2022 D-Block Europe feat. Ed Sheeran                                                 |
| 2023 | Let Her Go All the Little Lights (Anniversary Edition)           | Erstveröffentlichung: 10. November 2023 Passenger feat. Ed Sheeran                                                       |

| Jahr | Titel Album                                                      | Anmerkungen |
| ---- | ---------------------------------------------------------------- | --- |
| 2012 | Wish You Were Here A Symphony of British Music                   | Erstveröffentlichung: 12. August 2012 mit Richard Jones, Nick Mason, Mike Rutherford & David Arnold Original: Pink Floyd |
| 2014 | Candle in the Wind Goodbye Yellow Brick Road: Revisited & Beyond | Erstveröffentlichung: 21. März 2014 Original: Elton John                                                                 |

| Jahr | Titel Soundtrack                                       | Anmerkungen                             |
| ---- | ------------------------------------------------------ | --------------------------------------- |
| 2013 | I See Fire Der Hobbit: Smaugs Einöde                   | Erstveröffentlichung: 10. Dezember 2013 |
| 2014 | All of the Stars Das Schicksal ist ein mieser Verräter | Erstveröffentlichung: 19. Mai 2014      |
| 2014 | Make It Rain Sons of Anarchy (Staffel 7)               | Erstveröffentlichung: 2. Dezember 2014  |
| 2025 | Drive F1                                               | Erstveröffentlichung: 27. Juni 2025     |

### Videoalben
| Jahr | Titel Musiklabel                           | Anmerkungen                                                                                |
| ---- | ------------------------------------------ | ------------------------------------------------------------------------------------------ |
| 2015 | x – Wembley Edition Atlantic Records (WMG) | Erstveröffentlichung: 13. November 2015 erweiterte Fassung; Verkäufe werden x hinzuaddiert |

## Statistik

### Chartauswertung
Die folgende Aufstellung beinhaltet eine Übersicht über die Charterfolge Sheerans in den Album- und Singlecharts. Zu berücksichtigen ist, dass Boxsets in den Albumstatistiken zu finden sind. In Deutschland besteht die Besonderheit, dass Videoalben sich ebenfalls in den Albumcharts platzieren, in den weiteren Ländern stammen die Chartausgaben aus den Musik-DVD-Charts. Unter den Singles befinden sich nur Interpretationen von Sheeran, reine Autorenbeteiligungen sind nicht mit inbegriffen.
|                     | DE    | AT    | CH    | UK     | US    |
| ------------------- | ----- | ----- | ----- | ------ | ----- |
| Nummer-eins-Alben   | DE5DE | AT5AT | CH5CH | UK8UK  | US4US |
| Top-10-Alben        | DE7DE | AT6AT | CH7CH | UK8UK  | US7US |
| Alben in den Charts | DE9DE | AT8AT | CH9CH | UK10UK | US9US |

|                       | DE     | AT     | CH     | UK     | US     |
| --------------------- | ------ | ------ | ------ | ------ | ------ |
| Nummer-eins-Singles   | DE4DE  | AT6AT  | CH6CH  | UK14UK | US2US  |
| Top-10-Singles        | DE19DE | AT18AT | CH23CH | UK44UK | US9US  |
| Singles in den Charts | DE56DE | AT54AT | CH52CH | UK90UK | US58US |

|                          | DE    | AT    | CH    | UK    | US    |
| ------------------------ | ----- | ----- | ----- | ----- | ----- |
| Nummer-eins-Videoalben   | DE—DE | AT—AT | CH—CH | UK—UK | US—US |
| Top-10-Videoalben        | DE—DE | AT1AT | CH1CH | UK1UK | US—US |
| Videoalben in den Charts | DE—DE | AT1AT | CH1CH | UK1UK | US—US |

### Auszeichnungen für Musikverkäufe
Das Lied Kiss Me wurde weder als Single veröffentlicht, noch konnte es aufgrund hoher Downloads die Charts erreichen. Dennoch verkaufte sich das Lied über 2,7 Millionen Mal und wurde mit einer Platin-Schallplatte im Vereinigten Königreich und in Kanada, sowie einer Doppelplatin-Schallplatte in den Vereinigten Staaten ausgezeichnet. Des Weiteren erhielten auch die Lieder This, Runaway, Wake Me Up, U.N.I., Even My Dad Does Sometimes, Shirtsleeves, The City, Grade 8, Nothing on You, First Times, Tides sowie die Videoauskopplung Put It All on Me jeweils eine Silberne Schallplatte im Vereinigten Königreich. Run erhielt zudem in Australien eine Goldene Schallplatte sowie Runaway in Kanada.
| Land/RegionAuszeichnungen für Musikverkäufe (Land/Region, Auszeichnungen, Verkäufe, Quellen) | Silber       | Gold         | Platin           | Diamant       | Verkäufe    | Quellen                           |
| -------------------------------------------------------------------------------------------- | ------------ | ------------ | ---------------- | ------------- | ----------- | --------------------------------- |
| Argentinien (CAPIF)                                                                          | —            | 2× Gold2     | 8× Platin8       | —             | 185.000     | Einzelnachweise                   |
| Australien (ARIA)                                                                            | —            | 8× Gold8     | 269× Platin269   | Diamant1      | 19.610.000  | aria.com.au                       |
| Belgien (BRMA)                                                                               | —            | 7× Gold7     | 31× Platin31     | —             | 1.130.000   | ultratop.be                       |
| Brasilien (PMB)                                                                              | —            | 3× Gold3     | 22× Platin22     | 8× Diamant8   | 2.690.000   | pro-musicabr.org.br               |
| Chile (IFPI)                                                                                 | —            | Gold1        | Platin1          | —             | 85.000      | profovi.cl                        |
| Dänemark (IFPI)                                                                              | —            | 31× Gold31   | 140× Platin140   | —             | 10.730.500  | ifpi.dk                           |
| Deutschland (BVMI)                                                                           | —            | 14× Gold14   | 45× Platin45     | 3× Diamant3   | 20.650.000  | musikindustrie.de                 |
| Europa (IFPI)                                                                                | —            | —            | 4× Platin4       | —             | 4.000.000   | ifpi.org                          |
| Finnland (IFPI)                                                                              | —            | Gold1        | 26× Platin26     | —             | 840.000     | ifpi.fi                           |
| Frankreich (SNEP)                                                                            | —            | 15× Gold15   | 16× Platin16     | 9× Diamant9   | 6.668.462   | infodisc.fr snepmusique.com       |
| Griechenland (IFPI)                                                                          | —            | Gold1        | —                | —             | 10.000      | Einzelnachweise                   |
| Indien (IMI)                                                                                 | —            | —            | 43× Platin43     | —             | 1.290.000   | Einzelnachweise                   |
| Irland (IRMA)                                                                                | —            | Gold1        | 25× Platin25     | —             | 382.500     | irishcharts.ie                    |
| Italien (FIMI)                                                                               | —            | 22× Gold22   | 90× Platin90     | Diamant1      | 6.185.000   | fimi.it                           |
| Japan (RIAJ)                                                                                 | —            | 8× Gold8     | 7× Platin7       | —             | 400.000     | riaj.or.jp JP2 JP3                |
| Kanada (MC)                                                                                  | —            | 17× Gold17   | 150× Platin150   | 13× Diamant13 | 23.080.000  | musiccanada.com                   |
| Malaysia (RIM)                                                                               | —            | Gold1        | —                | —             | 5.000       | Einzelnachweise                   |
| Mexiko (AMPROFON)                                                                            | —            | 6× Gold6     | 12× Platin12     | —             | 980.000     | amprofon.com.mx                   |
| Neuseeland (RMNZ)                                                                            | —            | 13× Gold13   | 235× Platin235   | —             | 6.217.500   | aotearoamusiccharts.co.nz NZ2 NZ3 |
| Niederlande (NVPI)                                                                           | —            | 2× Gold2     | 10× Platin10     | —             | 470.000     | nvpi.nl                           |
| Nigeria (TCSN)                                                                               | —            | —            | 5× Platin5       | —             | 500.000     | turntablecharts.com               |
| Norwegen (IFPI)                                                                              | —            | 2× Gold2     | 27× Platin27     | —             | 1.465.000   | ifpi.no                           |
| Österreich (IFPI)                                                                            | —            | 16× Gold16   | 77× Platin77     | —             | 2.350.000   | ifpi.at                           |
| Polen (ZPAV)                                                                                 | —            | 15× Gold15   | 38× Platin38     | 16× Diamant16 | 5.905.000   | olis.pl                           |
| Portugal (AFP)                                                                               | —            | 9× Gold9     | 53× Platin53     | —             | 572.500     | Einzelnachweise                   |
| Schweden (IFPI)                                                                              | —            | 2× Gold2     | 53× Platin53     | —             | 2.520.000   | sverigetopplistan.se              |
| Schweiz (IFPI)                                                                               | —            | 4× Gold4     | 42× Platin42     | —             | 995.000     | hitparade.ch                      |
| Singapur (RIAS)                                                                              | —            | Gold1        | 13× Platin13     | —             | 135.000     | rias.org.sg                       |
| Spanien (Promusicae)                                                                         | —            | 21× Gold21   | 71× Platin71     | —             | 4.220.000   | elportaldemusica.es               |
| Südafrika (RISA)                                                                             | —            | —            | Platin1          | —             | 30.000      | Einzelnachweise                   |
| Südkorea (KMCA)                                                                              | —            | —            | 3× Platin3       | —             | 7.500.000   | circlechart.kr                    |
| Taiwan (RIT)                                                                                 | —            | —            | Platin1          | —             | 10.000      | Einzelnachweise                   |
| Ungarn (MAHASZ)                                                                              | —            | —            | 5× Platin5       | —             | 12.000      | slagerlistak.hu                   |
| Vereinigte Staaten (RIAA)                                                                    | —            | 25× Gold25   | 118× Platin118   | 3× Diamant3   | 160.664.000 | riaa.com                          |
| Vereinigtes Königreich (BPI)                                                                 | 27× Silber27 | 16× Gold16   | 198× Platin198   | —             | 116.177.000 | bpi.co.uk                         |
| Insgesamt                                                                                    | 27× Silber27 | 264× Gold264 | 1839× Platin1839 | 54× Diamant54 |             |                                   |